# مجلة الجيش (الجزائر)
مجلة الجيش. مجلة شهرية للجيش الوطني الشعبي تصدر عن وزارة الدفاع، مديرية الإيصال والإعلام والتوجيه، المركز الوطني للمنشورات العسكرية.
مجلة الجيش تحتوي على نشاطات الجيش الرياضية والثقافية والعسكرية والخدمات الإجتماعية والزيارات الدبلوماسية الخاصة بقيادة الأركان. بلغت في نوفمبر 2016 عددهال 640.